# エースタイル
エースタイル（A-style）は、大阪市城東区にある、医療・看護・介護・福祉を中心に人材派遣・人材紹介、太陽光発電などECO関連商材の販売、代理店事業などを行う会社である。代表取締役は谷本吉紹。

## 概要
- 2007年、大阪市都島区に株式会社エースタイル法人化設立。老人ホーム・サービス付高齢者向け住宅の運営、子どもの為の保育所や放課後等デイサービスの運営に力を入れる。
- 2015年、大阪市城東区に本社を移転。
- 2017年、株式会社エースタイルが「注目の西日本ベンチャー100」選出[3]。
- 2018年、大阪で初の試みとなる実業団チーム「WELFARE女子硬式野球部」を発足[4]。
- 2019年6月、FM大阪「WELFARE group presents それU.K.!! ミライbridge」放送開始。代表取締役の谷本吉紹がU.K. とDJを務める[5]。
- 社名の由来は当社と関わる全ての人たち（Anata）のスタイル（style）を大切にしていきたいという想いを込めて。

## 事業内容
- Welfare事業（福祉介護事業）
- エーライフ事業（訪問看護ステーション事業）
- WEB事業
  - カイフクナビ（介護福祉支援総合サイト）
  - ケアーラ（介護福祉求人サイト）
  - 障害者ドットコム（障害福祉の情報サイト）
- ECO事業
- ESCO事業
- 建築事業
- 派遣事業
- 代理店事業
- 物流事業

## メディア出演

### テレビ番組
- 「ゲツ→キン」（eo光テレビ、2019年9月9日）
- 「パインバンブーアワー」（J:COM、2020年9月5日・9月19日）

### ラジオ番組
- 「WELFARE group presents それU.K.!! ミライbridge」（FM大阪、2019年6月2日 - ）[6]

## 介護あかるくらぶ
- 株式会社エースタイルのまさZO20が2019年、前澤友作氏の「#月に行くならお年玉」企画で100万円当選。株式会社エースタイルのスタッフたちでYouTuberユニットを結成。「介護業界に明るく照らせる活動を行って、社会に発信する」ということが由来）[7]
- メンバーはエリーナ秘書[8]・まさZO20[9]・きったん[10]。